# Schweizerischer Arbeitgeberverband
Der Schweizerische Arbeitgeberverband (französisch Union patronale suisse, italienisch Unione svizzera degli imprenditori, rätoromanisch Uniun svizra da las patrunas e dals patruns) vertritt die Interessen der schweizerischen Arbeitgeber in Wirtschaft, Politik und Öffentlichkeit. Als Dachverband vereint er rund 80 regionale und branchenspezifische Arbeitgeberverbände sowie einige Einzelunternehmen aus der Schweiz. 
Zusammen mit Economiesuisse und dem Schweizerischen Gewerbeverband gehört der Schweizerische Arbeitgeberverband zu den grössten und wichtigsten Wirtschaftsverbänden der Schweiz. Der Verband vertritt rund 100'000 Unternehmen mit zwei Millionen Arbeitnehmern aus allen Wirtschaftssektoren und hat seinen Hauptsitz in Zürich.

## Verbandspolitik
Der Verband ist die Stimme der schweizerischen Arbeitgeber in Wirtschaft, Politik und Öffentlichkeit. Er trägt als arbeitgeberpolitischer Meinungsführer massgeblich zur Schaffung optimaler Rahmenbedingungen am Standort Schweiz sowie zur Verwirklichung einer liberalen und sozialen Marktwirtschaft bei.
Der Verband vertritt als Spitzenverband der schweizerischen Arbeitgeberverbände auf nationaler und internationaler Ebene die Interessen der Arbeitgeber aus allen Branchen, Regionen und Grössenklassen gegenüber Öffentlichkeit, Politik, Behörden, Verwaltung und weiteren öffentlichen Institutionen sowie gegenüber anderen Interessengruppen.
Die Aktivitäts-/Themenfelder sind:
- Arbeitsmarkt/Arbeitsrecht/Sozialpartnerbeziehungen (einschliesslich Arbeitssicherheit/Gesundheitsschutz)
- Bildung/berufliche Aus- und Weiterbildung
- Sozialpolitik/Sozialversicherungen/(Gesundheitspolitik)
- Internationale Arbeitgeberpolitik

## Organisation
Oberstes Organ ist die Mitgliederversammlung. Sie entscheidet über die Ausrichtung der Verbandspolitik, genehmigt die Jahresrechnung und den Jahresbericht und wählt die Vorstandsmitglieder. Der Vorstand besteht aus Vertretern der angeschlossenen Branchen- und Regionalverbände sowie aus frei gewählten Personen. Er bestimmt die Richtlinien der Verbandspolitik, entscheidet über grundsätzliche Stellungnahmen des Verbands und wählt den Vorstandsausschuss, der sich aus 10 bis 14 Vorstandsmitgliedern zusammensetzt.
Der Vorstandsausschuss ist für die Führung des Verbands im Rahmen der Statuten und der Richtlinien des Vorstands zuständig. Er beschliesst das Budget, befindet über wichtige Eingaben und wirkt mit an der Koordination der Verbandspolitik mit den Verbandsmitgliedern und bei der Pflege der Kontakte zu Politik, Behörden und den anderen Wirtschaftsdachverbänden. Vorstandsausschuss und Vorstand werden seit Juni 2023 vom Präsidenten des Verbands, Severin Moser, geführt. Die Geschäftsstelle schliesslich besorgt unter der Gesamtleitung von Direktor Roland A. Müller die operative Verbandsarbeit.
Von 2011 bis 2023 war Valentin Vogt Präsident.